# 카를로스 모야

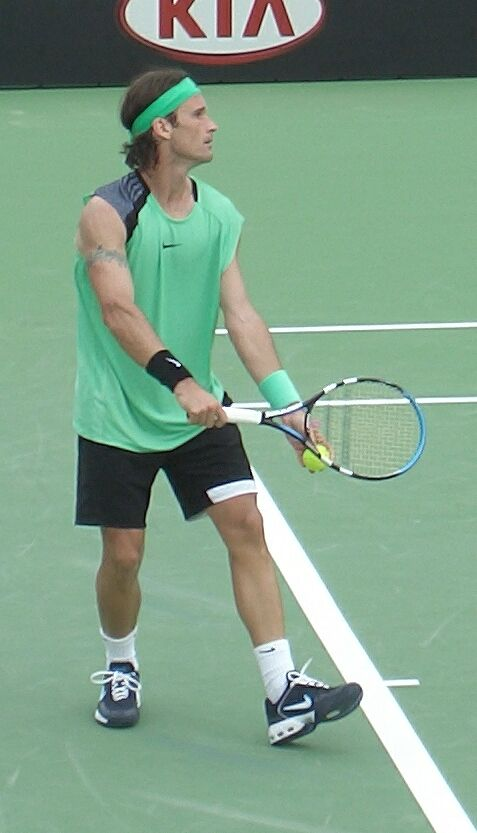
2006년 호주 오픈에서 경기 중인 카를로스 모야

카를로스 모야 욤파르트(스페인어: Carlos Moyá Llompart, 카탈루냐어: Carles Moyà Llompart, 1976년 8월 27일~)은 전 세계 랭킹 1위였던 스페인의 은퇴한 테니스 선수이다. 그는 1998년 프랑스 오픈에서 우승했으며 1997년 호주 오픈에서 준우승했다. 2004년에는 데이비스 컵 스페인 국가대표로 출전하여 스페인의 우승에 기여하기도 했다.
그는 ATP 레벨의 대회에서 500 경기 이상 승리를 거둔 4명의 현역 선수 중 한 명이다. 나머지 선수는 레이튼 휴이트와 앤디 로딕으로 이 선수들은 2009년 US 오픈 직전까지 각각 514승과 505승을 거두었다. 마지막 한 명은 로저 페더러로 664승을 거두었다. 모야는 총 573승으로 4명의 선수 중 2번째로 많은 기록을 갖고 있다.

## 생애
모야는 스페인 팔마에서 태어났다. 그는 6세 때부터 테니스를 배우기 시작했다. 1995년 프로로 데뷔한 그는 같은 해에 부에노스 아이레스에서 열린 ATP 대회에서 우승하면서 데뷔와 함께 생애 첫 투어 타이틀을 획득하였다. 그는 한때 이탈리아의 여자 테니스 선수인 플라비아 페네타와 교제 중인 것으로 알려지기도 하였다.
그의 집안은 테니스 선수가 많은 집안으로, 그의 사촌인 그레고리 모야는 한때 세계 랭킹 74위까지 올랐던 테니스 선수였다. 그레고리 모야는 현재 플로리다주 마이애미 레이크(Miami Lakes)에서 테니스 아카데미를 운영하고 있으며, 카를로스 모야도 이를 돕고 있다.

## 메이저 대회 결승 성적

### 그랜드 슬램 결승

#### 단식: 2 (1승 1패)
| 결과   | 연도 | 대회        | 코트   | 결승 상대     | 스코어        |
| 준우승 | 1997 | 호주 오픈   | 하드   | 피트 샘프라스 | 2–6, 3–6, 3–6 |
| 우승   | 1998 | 프랑스 오픈 | 클레이 | 알렉스 코레자 | 6–3, 7–5, 6–3 |

### 마스터스 시리즈 결승

#### 단식: 6 (3승 3패)
| 결과   | 연도 | 대회        | 코트   | 결승 상대            | 스코어                  |
| 우승   | 1998 | 몬테카를로  | 클레이 | 세드릭 피올린        | 6–3, 6–0, 7–5           |
| 준우승 | 1999 | 인디언 웰즈 | 하드   | 마크 필리포시스      | 5–7, 6–4, 6–4, 4–6, 6–2 |
| 준우승 | 2002 | 몬테 카를로 | 클레이 | 후안 카를로스 페레로 | 7–5, 6–3, 6–4           |
| 우승   | 2002 | 신시내티    | 하드   | 레이튼 휴이트        | 7–5, 7–6(5)             |
| 준우승 | 2003 | 마이애미    | 하드   | 안드레 애거시        | 6–3, 6–3                |
| 우승   | 2004 | 로마        | 클레이 | 다비드 날반디안      | 6–3, 6–3, 6–1           |